# Collège impérial de Madrid

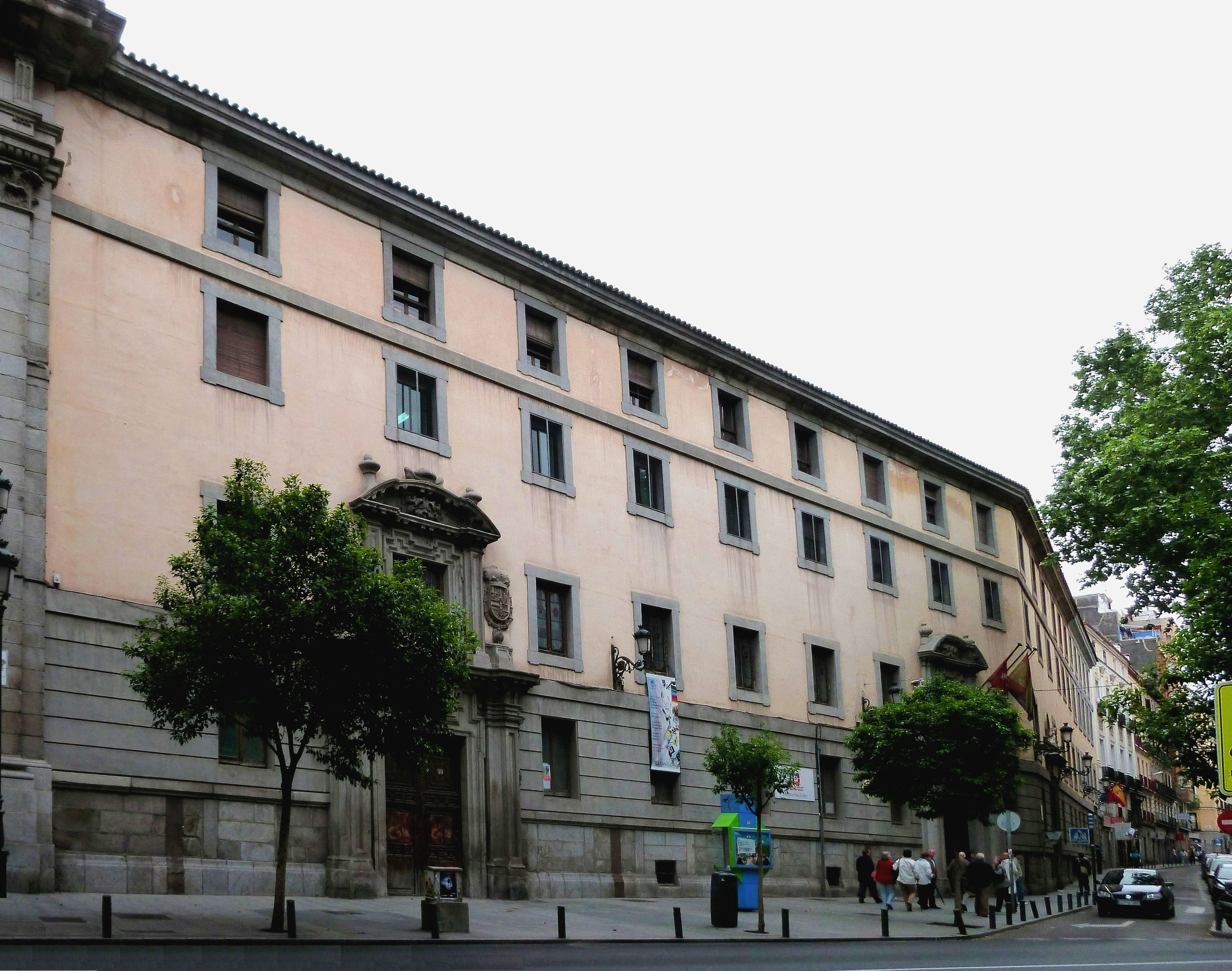
Bâtiment du collège à la rue de Tolède (Madrid), (aujourd'hui 'Institut Saint-Isidore')

Le Collège impérial de Madrid était une importante institution d’enseignement jésuite en Espagne. Fondé en 1560 le collège jésuite devient ‘impérial’ (1609) à la suite du généreux don testamentaire fait par l’impératrice Marie d'Autriche, fille de Charles Quint. Installé, en plus grand, sur un nouveau site (rue de Tolède, à Madrid) le collège est augmenté de nombreuses chaires d’études de l’Académie royale d’études supérieures’ (Estudios Generales o Reales) voulue en 1623 par Philippe IV.  
Après l’expulsion des jésuites d’Espagne (1767) les bâtiments abritent les archives, documents et livres provenant des bibliothèques jésuites et, en 1770, l’Académie est réorganisée sous le nom de ‘Saint-Isidore’. En 1819 le collège jésuite est rouvert avec 460 élèves. Après l’assassinat de 14 jésuites en 1834 et la nouvelle expulsion des jésuites d’Espagne en 1835, les bâtiments passent entre d’autres mains.

## Histoire

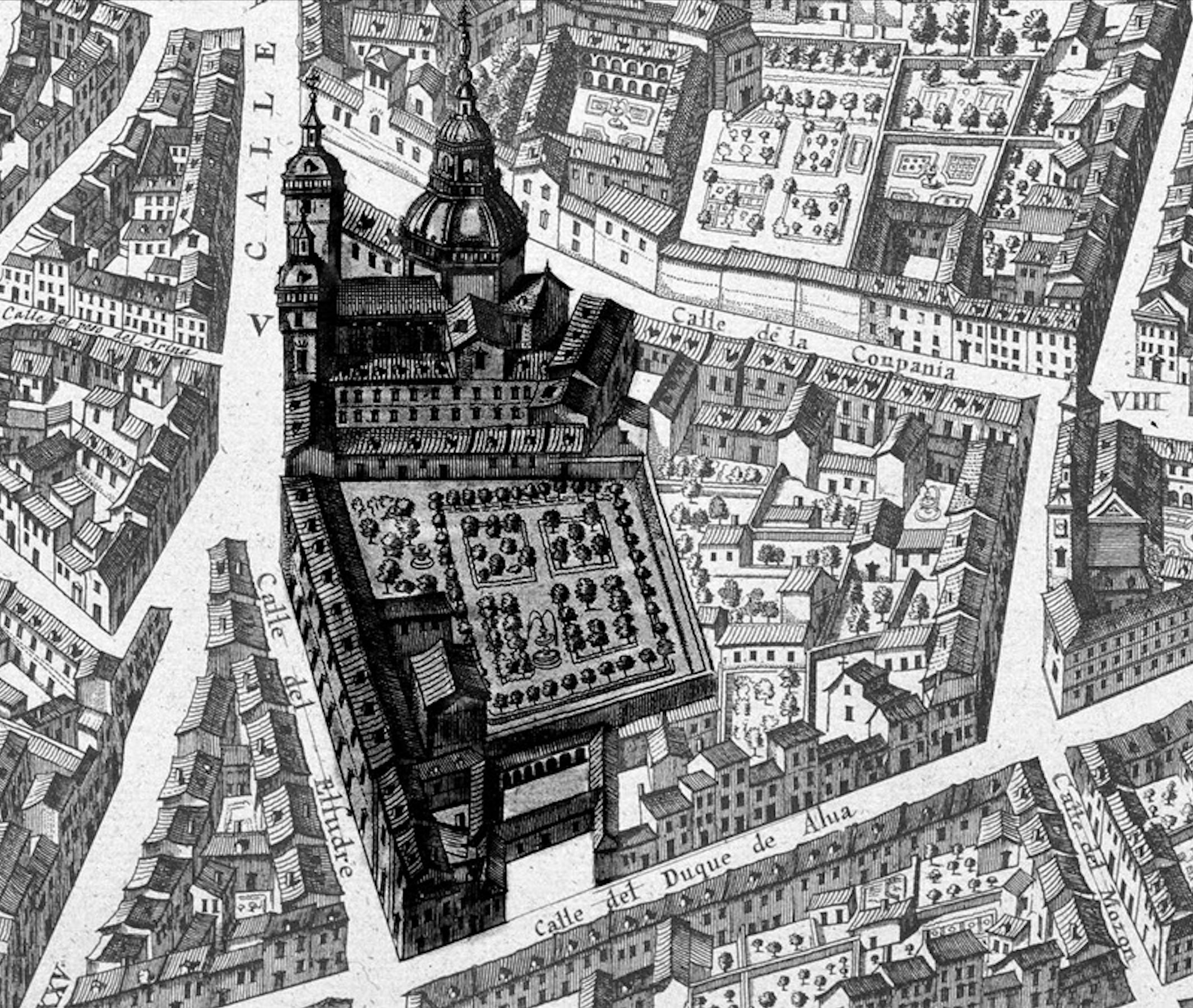
Détail du plan dressé par Pedro Texeira et montrant le Collège impérial de la Compagnie de Jésus ou Collège Saint-Pierre-et-Paul de la Compagnie de Jésus à la Cour. L’établissement jouxte la collégiale Saint-Isidore, dans la calle de Toledo à Madrid.

L’idée  d’ouvrir un collège jésuite à Madrid fut suggérée par l’ambassadeur d’Espagne à Londres au père Pedro de Ribadeneyra, quelques années après la mort de saint Ignace (1559). Cela coïncidait avec le transfert du pouvoir et de la cour royale à Madrid. Léonore Mascareñas, ancienne bienfaitrice de saint Ignace, contribue au projet en achetant plusieurs maisons. La proximité du palais royal fait que le collège s’installe à la rue de Tolède et ouvre ses portes en 1560. 
François de Borgia, supérieur général, hésite entre la fondation d’une maison professe et d’un collège. Il décide définitivement en faveur du collège en 1572. Malgré quelques difficultés avec le conseil de la ville et d’autres le projet va de l’avant avec l’extension de la maison à la rue de Tolède et la construction de nouveaux bâtiments sous la direction de l’architecte Francisco de Hoyos. Un cours de théologie est également ouvert pour une douzaine de jésuites. L’infante Jeanne d'Autriche y fonde financièrement une chaire de théologie morale en 1573.

### Collège impérial et ‘Reales Estudios’
L’ancienne impératrice Marie d’Autriche laisse dans son testament (de 1589) un legs important pour le collège. Aussi le collège devient-il, à partir de 1609, ‘impérial’. Malgré les difficultés exprimées par le supérieur général Mutio Vitelleschi, Philipe IV pousse au développement maximum du collège pour en faire une institution de prestige, y fondant six chaires d’études dites ‘mineures’, 17 d’études majeures, ainsi que des préfets d’études, des directeurs spirituels, un correcteur. Un capital de 100.000 ducats est alloué pour fonder financièrement le projet des Reales estudios. Cette générosité suscite des protestations de la part des universités de Salamanque et d’Alcalá. Le projet est revu à la baisse, la chaire de logique est supprimée en 1628, et le collège impérial n’est pas autorisé à donner des titres académiques. Les cours s’ouvrent en 1629.  

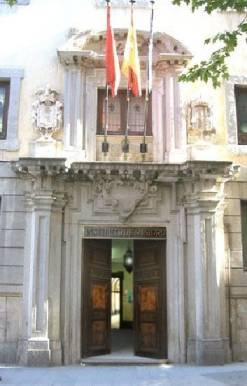
Portail monumental de l'ancien collège

Les supérieurs généraux de la Compagnie de Jésus s’efforcent d’envoyer des professeurs renommés, venant de différents pays d’Europe, parmi lesquels les mathématiciens Jean-Baptiste Cysat (suisse), Hugh Sempill (écossais), Claude Richard (franc-comtois), Jean-Charles della Faille (belge), Jakub Kresa (tchèque), Claude Clément (franc-comtois) et d’autres. Parmi eux, Jakub Kresa et Claude Richard sont également ‘Grand cosmographe royaux’ du Conseil des Indes.
Une église est également construite à partir de 1623, sous la direction des frères 
Pedro Sánchez et Francisco Bautista. Elle est centre d’activités pastorales et apostoliques importantes: les différents groupes de la Congrégation mariale s’y réunissent.  
Innombrables sont les enfants de l’aristocratie et de la bourgeoisie d’Espagne qui fréquentent les classes du collège impérial. Des gloires littéraires également, tels Lope de Vega, Francisco de Quevedo et Pedro Calderón de la Barca. En dépendance du collège impérial est fondé en 1725 le séminaire royal de nobles, auquel s’intéressent beaucoup Philippe V (son fondateur) et Ferdinand VI. Ce dernier envoie même, à ses frais, six jésuites espagnols faire des études spécialisées en France (1751).

## Expulsion des jésuites et collège Saint-Isidore

### Bibliothèque
Victimes d’intrigues politiques les jésuites sont brutalement expulsés d’Espagne le 1er avril 1767. Les bâtiments du collège sont utilisés pour entreposer tout ce qui vient des autres maisons jésuites d’Espagne: bibliothèques, manuscrits, œuvres d'art et archives. Leur administration s’y installe. Une bibliothèque publique est ouverte. 
La riche bibliothèque est démantelée. Après des enchères successives et dons divers faits à des couvents de la ville, ce qui reste passe à l’université centrale.  Malgré d’autres ravages subis durant la guerre civile de 1936 quelque 40 000 volumes sont préservés et se trouvent aujourd’hui aux ‘Archives historiques nationales d’Espagne (section ‘Jésuites’). 

### Collège Saint-Isidore
En 1770, l’institution rouvre ses portes sous le nom de « collège Saint-Isidore », saint patron de la ville de Madrid, dont les reliques sont transférées dans l'église Saint-Isidore.

## Retour des jésuites, et fin
La Compagnie de Jésus est restaurée universellement en 1814. Dès 1815, des jésuites se trouvent en Espagne et en mars 1816, ils récupèrent le collège Saint-Isidore, leur ancien collège impérial, pour lequel ils préparent un programme d’études, adaptant l'ancien Ratio Studiorum. En 1819, 280 étudiants suivent le cours supérieur et 180 le cours inférieur des humanités. 
Mais l’existence des jésuites en Espagne est précaire. En 1820, ils sont expulsés et la province d’Espagne dissoute. Avec la restauration de la monarchie absolue en 1823, les jésuites reviennent au collège. Ils cherchent alors à concentrer leur enseignement aux études supérieures de théologie et droit canon, avec affiliation à l’université d’Alcalá. Ce programme n’est pas approuvé par le supérieur général, par manque de stabilité et de ressources humaines et financières. L’inspection publique de l‘enseignement donne également un avis défavorable.
Lors de la guerre de succession au trône, dite Première Guerre carliste, 14 jésuites du collège sont assassinés en 1834. Avec le statut royal de 1834, la Compagnie de Jésus est de nouveau expulsée d’Espagne en 1835. C’est la fin de la présence jésuite au collège impérial.

## L’institut Saint-Isidore
En 1835 le collège devient une institution civile d’enseignement secondaire, ce qu’il est encore aujourd’hui. En 1845 il est intégré au réseau d’enseignement primaire et secondaire nouvellement créé en Espagne et dirigé par le ministère de l’éducation nationale: l’ancien collège impérial devient officiellement l’institut Saint-Isidore'. 
Il occupe toujours les bâtiments historiques construits en 1625 à la rue de Tolède. L’église du collège impérial fut séparée de l’institut Saint-Isidore durant le XIXe siècle et devint une paroisse du diocèse de Madrid avant d’en devenir la cathédrale, la construction de la nouvelle cathédrale de l'Almudena prenant beaucoup plus de temps que prévu. 